# Dasyochloa pulchella
Dasyochloa pulchella är en gräsart som först beskrevs av Carl Sigismund Kunth, och fick sitt nu gällande namn av Carl Ludwig von Willdenow och Per Axel Rydberg. Dasyochloa pulchella ingår i släktet Dasyochloa, och familjen gräs. Inga underarter finns listade i Catalogue of Life.

## Bildgalleri

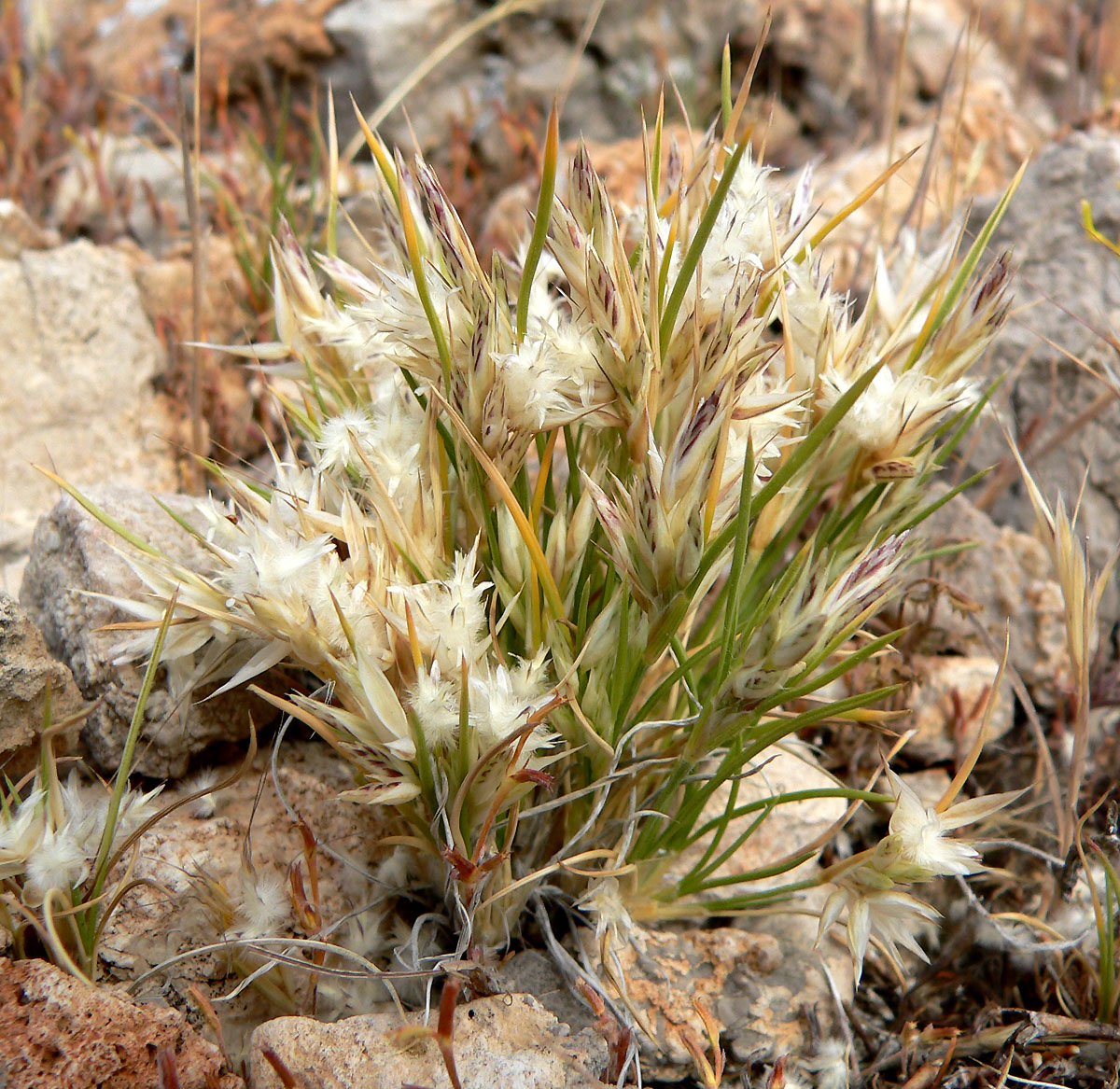
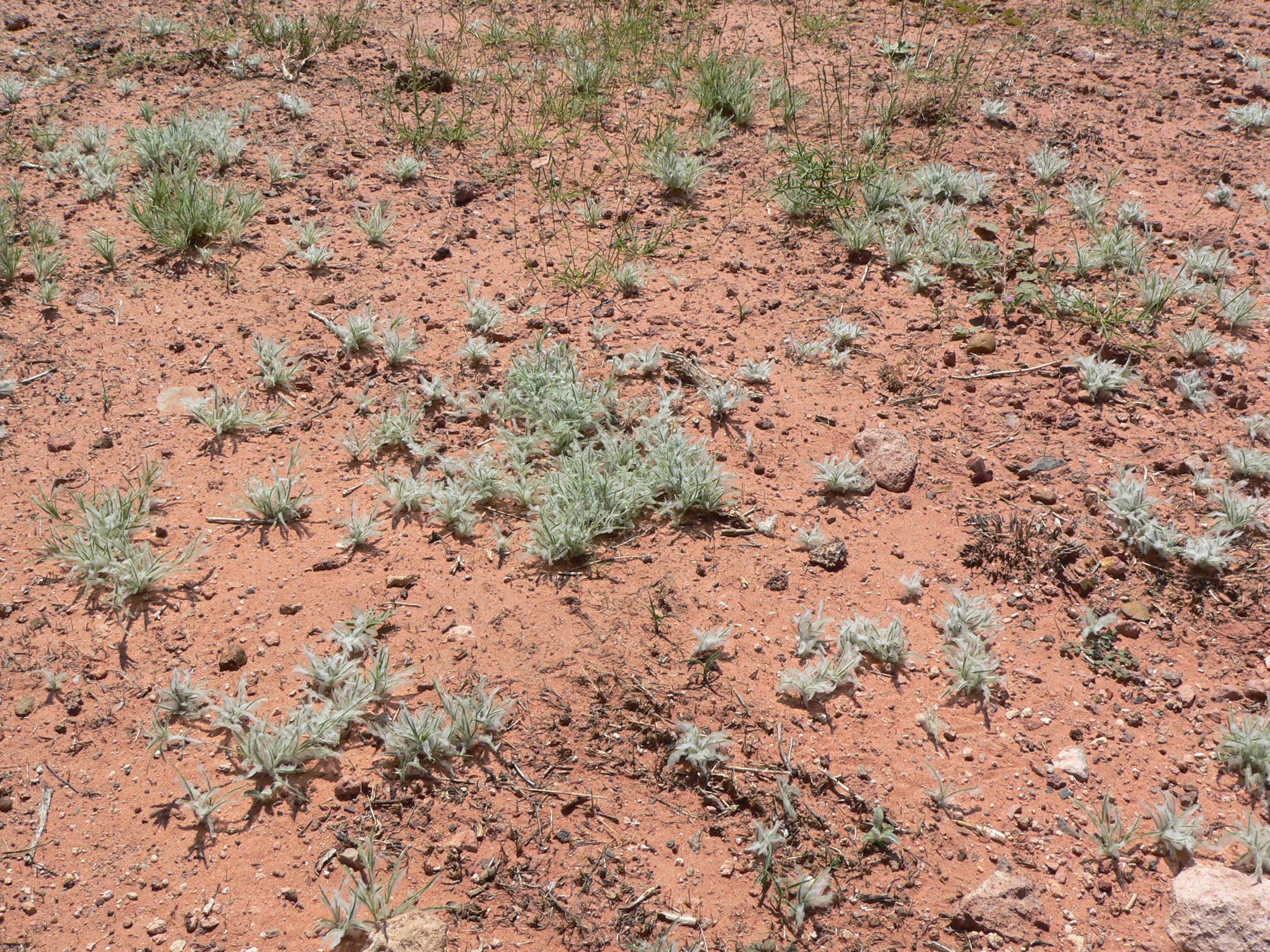
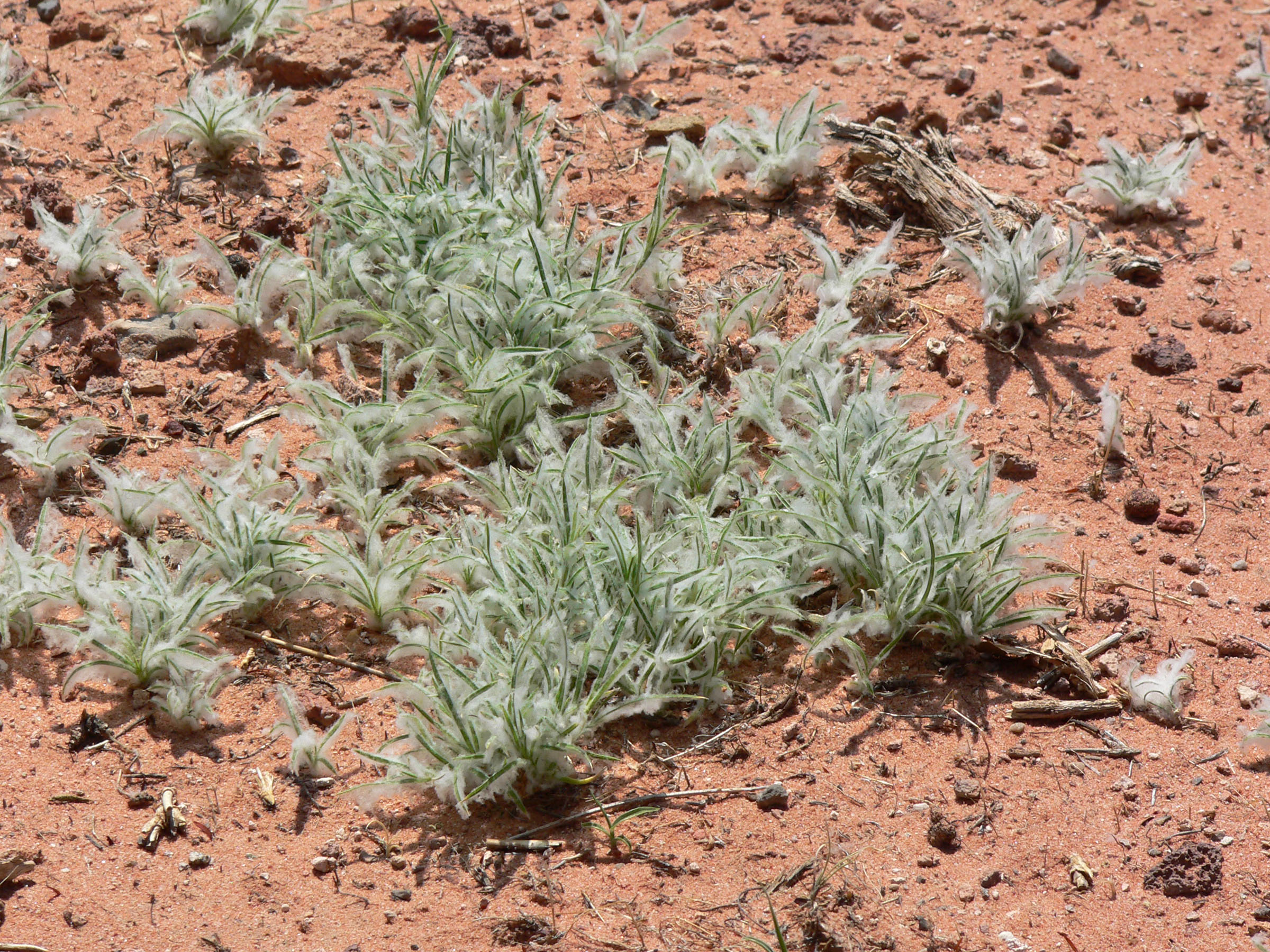
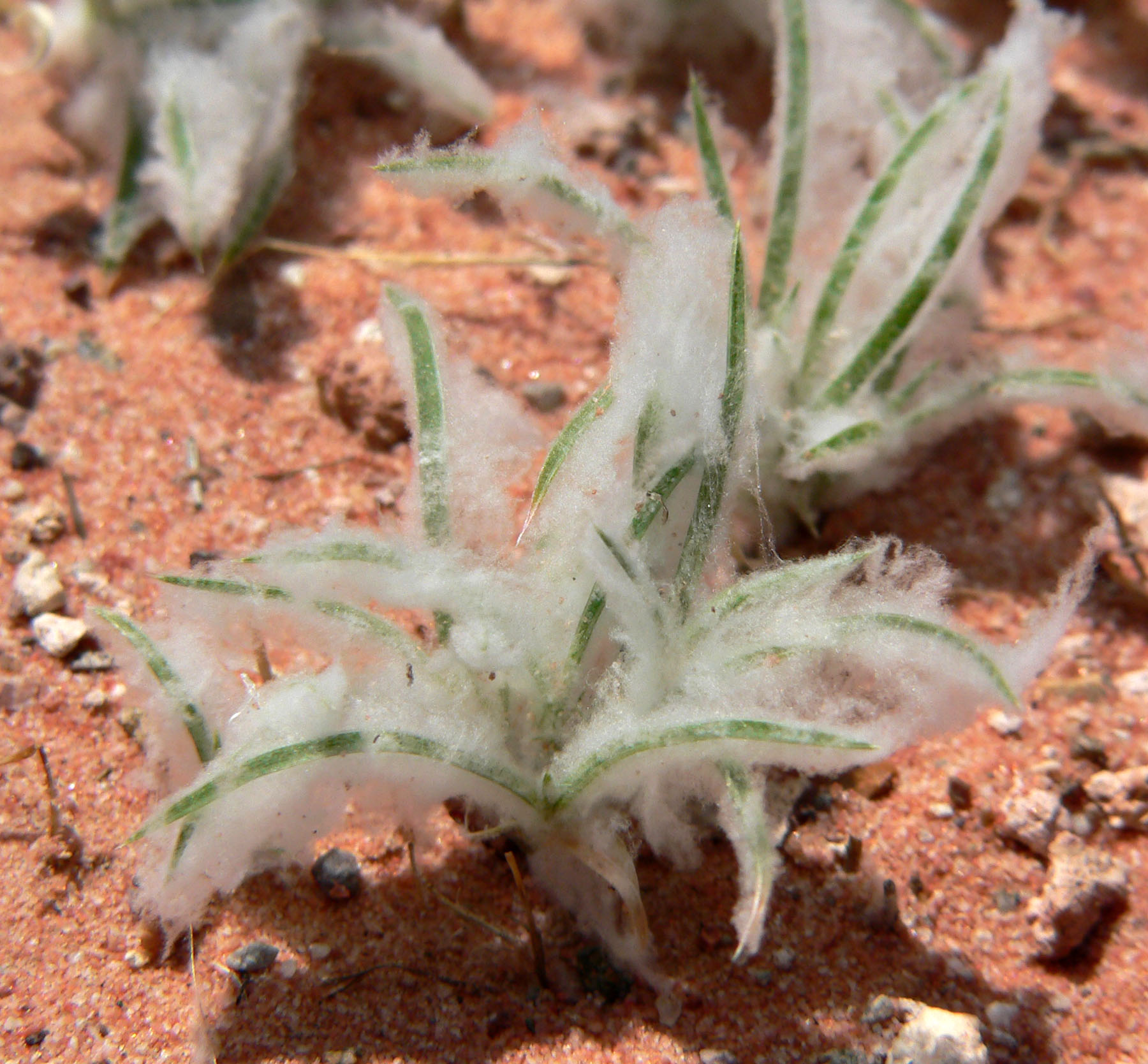